# Hubbardton
Hubbardton – miasto w Stanach Zjednoczonych, w stanie Vermont, w hrabstwie Rutland.